# کار موقت
کار موقت (انگلیسی: Temporary work) یا اشتغال موقت، به وضعیت اشتغالی اشاره دارد که در آن شرایط کار به مدت زمان مشخص، بر اساس نیاز سازمان استخدام‌کننده محدود می‌باشد. کارمندان موقت اغلب به صورت قراردادی، فصلی، موقت، یا از طریق برون‌سپاری استخدام می‌شوند. کارمندانی که دارای تخصص در حوزه‌هایی چون امور حقوقی، مهندسی و حسابداری می‌باشند، در صورت استخدام موقت توسط شرکت‌ها یا سازمان‌ها، مشاور نامیده می‌شوند.